# Subregión Capital (Quindío)
La subregion Capital es una de las tres regiones en que se subdivide el departamento colombiano de Quindío; está conformada por los siguientes municipios:
- Armenia
- Buenavista
- Calarcá